# Philipp Friedrich Lebrecht von Lattorff
Philipp Friedrich Lebrecht von Lattorff (* 28. Dezember 1733 in Klieken, Anhalt-Zerbst; † 15. Juli 1808 ebenda, Anhalt-Bernburg) war ein preußischer Generalleutnant, Chef des gleichnamigen Infanterieregiments sowie Gouverneur von Küstrin.

## Leben

### Herkunft
Philipp war der Sohn des preußischen Hauptmanns Johann Dietrich Lebrecht von Lattorff (1702–1763) und dessen Ehefrau Magdalena Sophie, geborene von Lattorff (* 1699).

### Militärischer Werdegang
Lattorff besuchte zunächst das Kadettenhaus in Dresden und trat 1747 als Gefreitenkorporal in das Infanterieregiment „Prinz Heinrich“ der Preußischen Armee ein. Dort avancierte er bis Ende September 1755 zum Sekondeleutnant. Während des Siebenjährigen Krieges kämpfte Lattorff bei Lobositz, Reichenbach, Prag, Kolin, Breslau, Leuthen, Kunersdorf und Torgau. Bei Kolin und Kunersdorf wurde er verwundet. Bei der Belagerung von Olmütz erhielt er den Orden Pour le Mérite, nahm aber auch an den Belagerungen von Schweidnitz und Breslau teil. Er stieg während des Krieges bis Mitte Dezember 1762 zum Hauptmann und Kompaniechef auf.
Nach dem Krieg avancierte Lattorff Anfang Juli 1775 zum Major und nahm am Bayrischen Erbfolgekrieg teil. Am 2. Oktober 1784 wurde er Oberstleutnant und am 15. Juni 1785 Bataillonskommandeur im Infanterieregiment „von Wendessen“. Am 21. Juni 1786 wurde er in das Garnisonsregiment „von Natalis“ versetzt. Dort wurde er am 25. Mai 1787 Oberst. Am 1. Mai 1788 wurde er zum Kommandeur des Depotbataillons im Infanterieregiments „von Woldeck“ ernannt.
Am 20. Mai 1792 wurde Lattorff Chef des Infanterieregiments „von Borke“ und zugleich mit Ptent vom 27. Mai 1792 Generalmajor. Er nahm 1794/95 am Feldzug in Polen teil und besetzte die Stadt Radom, was ihm öffentliches Lob von König Friedrich Wilhelm II. einbrachte. Er erhielt am 24. Mai 1798 die Ernennung zum Generalleutnant. Am 20. Mai 1800 wurde Lattorff als Gouverneur auf die Festung Küstrin versetzt, gab sein Regiment ab und erhielt eine Pension von 1200 Talern. Nach dem verlorenen Krieg von 1806 wurde er 1807 inaktiv gestellt, bei der Kapitulation der Festung vor den Franzosen war er nicht beteiligt. Er starb am 15. Juli 1808 auf seinem Gut Klieken.

### Familie
Lattorff heiratete am 22. August 1756 Elisabeth Marie Henriette Quirin von Forcade (1735–1774), Tochter des Generalleutnants Friedrich Wilhelm Quirin von Forcade. Nach ihrem Tod ehelichte er am 11. Dezember 1775 Catharine Henriette le Chevenix de Beville (1739–1825). Aus der ersten Ehe ging der Sohn Friedrich Wilhelm Heinrich Ludwig Philipp (1772–1836) hervor, der in der Preußischen Armee zum Major aufstieg. Er heiratete am 1. Juni 1800 Constantine Friederike von Könneritz († 1801). Nach deren frühen Tod vermählte er sich am 17. Oktober 1802 mit Friederike Wilhelmine Louise, geborene Jacobi, verwitwete von Seidel (1773–1818).